# Break Every Rule (singolo)
Break Every Rule è un singolo della cantante statunitense naturalizzata svizzera Tina Turner, pubblicato nel 1987 ed estratto dall'album omonimo.

## Tracce
Singolo 7"
1. Break Every Rule
2. Take Me to the River